# Daria (protista)
Daria es un género de foraminífero bentónico considerado homónimo posterior de Daria Ragonot, 1888  y sustituido por Dariellina de la subfamilia Nonioninae, de la familia Nonionidae, de la superfamilia Nonionoidea, del suborden Rotaliina y del orden Rotaliida. Su especie tipo era Daria daria. Su rango cronoestratigráfico abarcaba el Cretácico superior.

## Clasificación
Daria incluía a la siguiente especie:
- Daria daria, sustituido por Dariellina daria
  - Daria daira semicompressa